# مصیره
شهرستان مصیره (به عربی:  ولایة مصیره ) یکی از شهرستانهای منطقه شرقی در کشور پادشاهی عمان است. و بزرگترین جزیره کشور محسوب می‌شود طول آن ۹۵ کیلومتر (۵۹ مایل) از شمال به جنوب، بین ۱۲ تا ۱۴ کیلومتر عرض دارد و مساحتی در حدود ۶۴۹ کیلومتر مربع داراست و جمعیت آن در ۱۲ روستا عمدتا در شمال جزیره ۱۲۰۰۰ تن تخمین زده می‌شود.(۹۲۹۲ نفر تا سرشماری سال ۲۰۰۳، که ۲۳۱۱ نفر خارجی بودند). از نظر اداری، یکی از یازده استان (ولایت)منطقه شرقیه را بشمار می‌آید.
صنایع اصلی این جزیره ماهیگیری و نساجی سنتی است. در گذشته، کشتی سازی سنتی نیز رواج داشته است.

## اقتصاد
از نظر اقتصادی، این جزیره دارای معادن سنگ مس می‌باشد.

## بوم‌شناسی
این جزیره محل تخم گذاری مهمی برای لاک‌پشت سرخ است، از نظر اهمیت شبیه به سواحل راس الحد و راس الجینز در مجاورت آن، محلی برای تخم گذاری لاک‌پشت سبز دریایی است. نهنگ‌های گوژپشت در خطر انقراض نیز در آب‌های اطراف جزیره و خلیج ماسیره مهاجرت می‌کنند.

## جمعیت
۹۲۹۲ نفر تا سرشماری سال ۲۰۰۳، که ۲۳۱۱ نفر خارجی بودند.